# Mike McCarthy (Radsportler)
Michael „Mike“ McCarthy (* 26. Juni 1968 in Brooklyn, New York) ist ein ehemaliger US-amerikanischer Radrennfahrer.
1986 wurde Mike McCarthy nationaler Junioren-Straßenmeister. Bei den UCI-Bahn-Weltmeisterschaften 1990 in Maebashi belegte er in der Einerverfolgung der Amateure Platz 3; zwei Jahre später wurde er in Valencia Weltmeister in dieser Disziplin. Zweimal – 1988 sowie 1996 – nahm McCarthy als Mitglied des US-amerikanischen Bahnvierers an Olympischen Spielen teil, jedoch ohne Medaillenerfolg. 1988 kam sein Team in der Mannschaftsverfolgung auf den 9. Rang.
Während seiner Zeit als Profi-Rennfahrer fuhr McCarthy zahlreiche kleinere Straßenrennen, die er gewinnen konnte, darunter die „New York City Championship“(1994, 1997), die „Tour of Christiana“ (1994) und den „Bermuda Grand Prix“(1998). Die Verpflichtung bei einem europäischen Rennstall kam 1993 nicht zustande, da sich kurz vor Beginn der Saison der Sponsor zurückzog.
McCarthy fuhr daraufhin auch bei Sechstagerennen, bis die Ärzte bei ihm eine Infektion mit dem Epstein-Barr-Virus feststellte. Später musste er sich am Herzen operieren lassen.